# Olli Tahvonen
Olli Tahvonen (* 15. Februar 1958) ist ein finnischer Wirtschaftswissenschaftler. Er ist Spezialist für Umweltökonomie. 

## Leben
Tahvonen studierte zwischen 1981 und 1986 einerseits an der Handelshochschule Helsinki Wirtschaftswissenschaften und Management, andererseits Philosophie und Anthropologie an der Universität Helsinki. Anschließend blieb er als Assistent an der Handelshochschule und schloss 1991 seine Promotion ab.
1991 bis 1996 arbeitete er als Fellow an der Suomen Akatemia. Zudem begann er 1995 als Dozent für Umweltökonomie an der Handelshochschule in Helsinki. 1998 wurde er als Professor an die Metsäntutkimuslaitos berufen.